# 금정구민운동장
금정구민운동장(金井區民運動場, Geumjeong Civic Stadium)은 대한민국 부산광역시에 있는 스포츠 시설이다. 마사토 필드가 갖춰진 경기장이며, 2012년에 준공되었다.

## 참고 문헌
- “금정구민운동장”. 금정구청.
- 《2023 전국 공공체육시설 현황 (2022년 12월말 기준)》. 대한민국 문화체육관광부. 2024.